# Edith Derdyk
Edith Derdyk (ur. 16 czerwca 1955 w São Paulo) – brazylijska malarka, plastyczka i ilustratorka.
Od 1971 do 1973 uczyła się Instytucie Sztuki i Dekoracji, w 1976 rozpoczęła studia w Szkole Sztuk Pięknych w São Paulo (FAAP), ukończyła je w 1980. Początkowo dużą część jej twórczości zajmowało malarstwo i grafika, a następnie rozpoczęła eksperymenty z papierem japońskim i tworzywami plastycznymi. W 1990 otrzymała roczne stypendium sponsorowane przez koncern FIAT, które spowodowało odejście od tradycyjnego podejścia do plastyki i początek etapu tworzenia rzeźb przestrzennych, które powstawały przy użyciu papieru, drewna, blachy oraz fotografiki i emisji obrazów i filmów. W 1993 otrzymała stypendium rezydenta w Muzeum Sztuki Współczesnej w São Paulo, które pozwoliło Edith Derdyk odbyć podróże po innych muzeach o podobnym profilu i zapoznanie się z twórczością twórców używających tych samych technik artystycznych.
W 1997 nastąpił istotny przełom w twórczości artystki, jej instalacje powstają poprzez tworzenie konstrukcji przestrzennych z użyciem czarnej nici bawełnianej, towarzyszą im książki, małe rzeźby, fotografie i obiekty grawerowane z metalowych brył.  Wszystkie etapy twórczości łączy jedna wspólna cecha – linearność. Prace Edith Derdyk były wielokrotnie prezentowane w Brazylii oraz USA, Niemczech, Kolumbii, Hiszpanii, Meksyku, Szwajcarii i Danii.
Ponadto Edith Derdyk jest ilustratorką książek dla dzieci, opracowała dwa podręczniki traktujące o analizie rysunków dziecięcych i ich uwarunkowaniu kulturowym i historycznym.